# Annonces sonores et visuelles automatiques
 (octobre 2022).
Pour les articles homonymes, voir ASA.

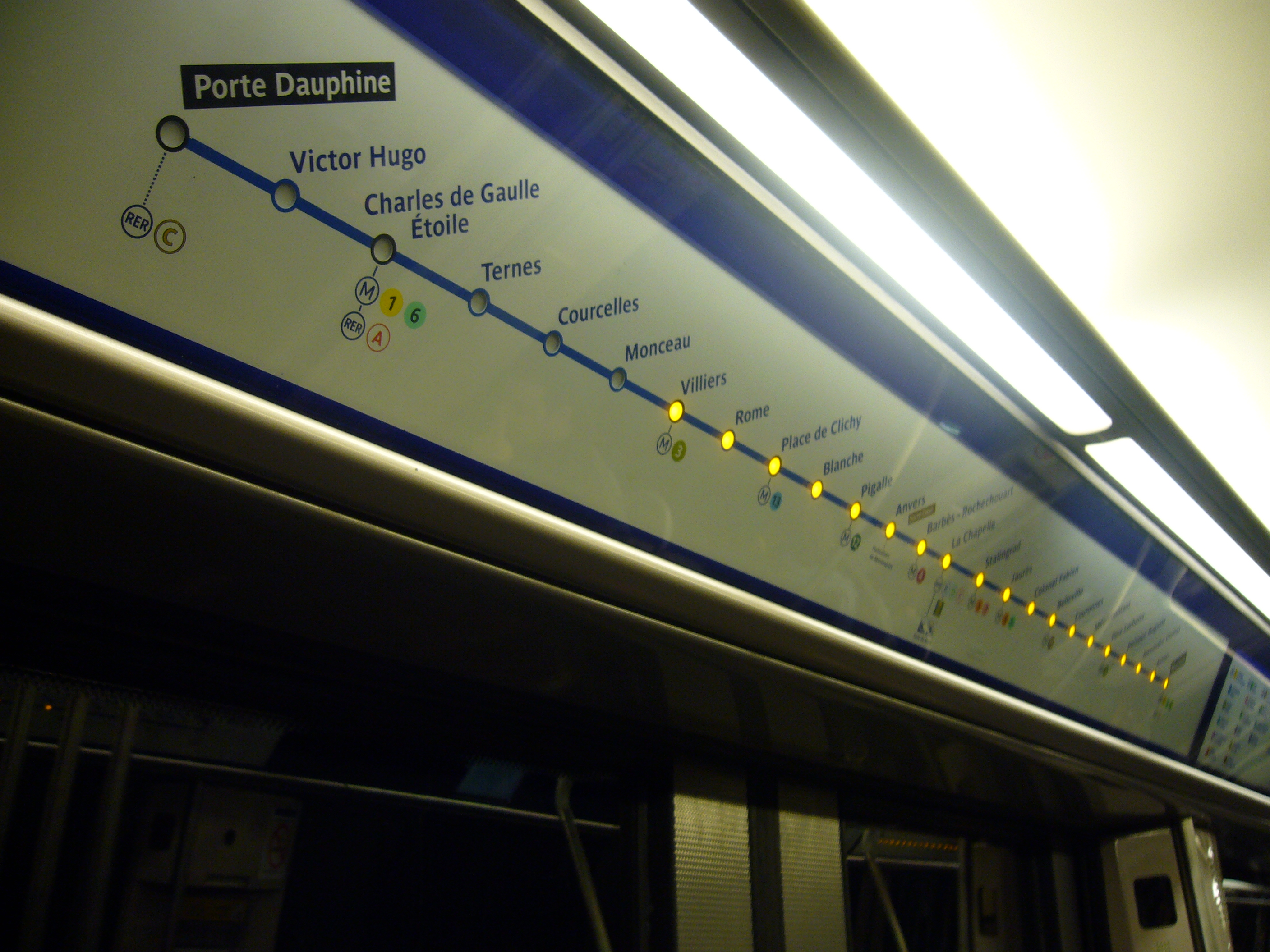
Système ASVA sur le prototype du MF 01 sur la ligne 2.

Le dispositif dit Annonces sonores et visuelles automatiques (ASVA) parfois également appelé Annonces sonores automatiques (ASA) sur les lignes ne disposant pas de plans à diodes, est un système embarqué d'information voyageurs mis en place par la Régie autonome des transports parisiens (RATP) depuis 2003 dans les rames du métro de Paris afin de fournir des informations aux voyageurs. Cette fonction vise à améliorer l'ergonomie du métro mais aussi d'améliorer son accessibilité aux personnes aveugles ou mal-voyantes.

## La partie publique du système

### Plan lumineux

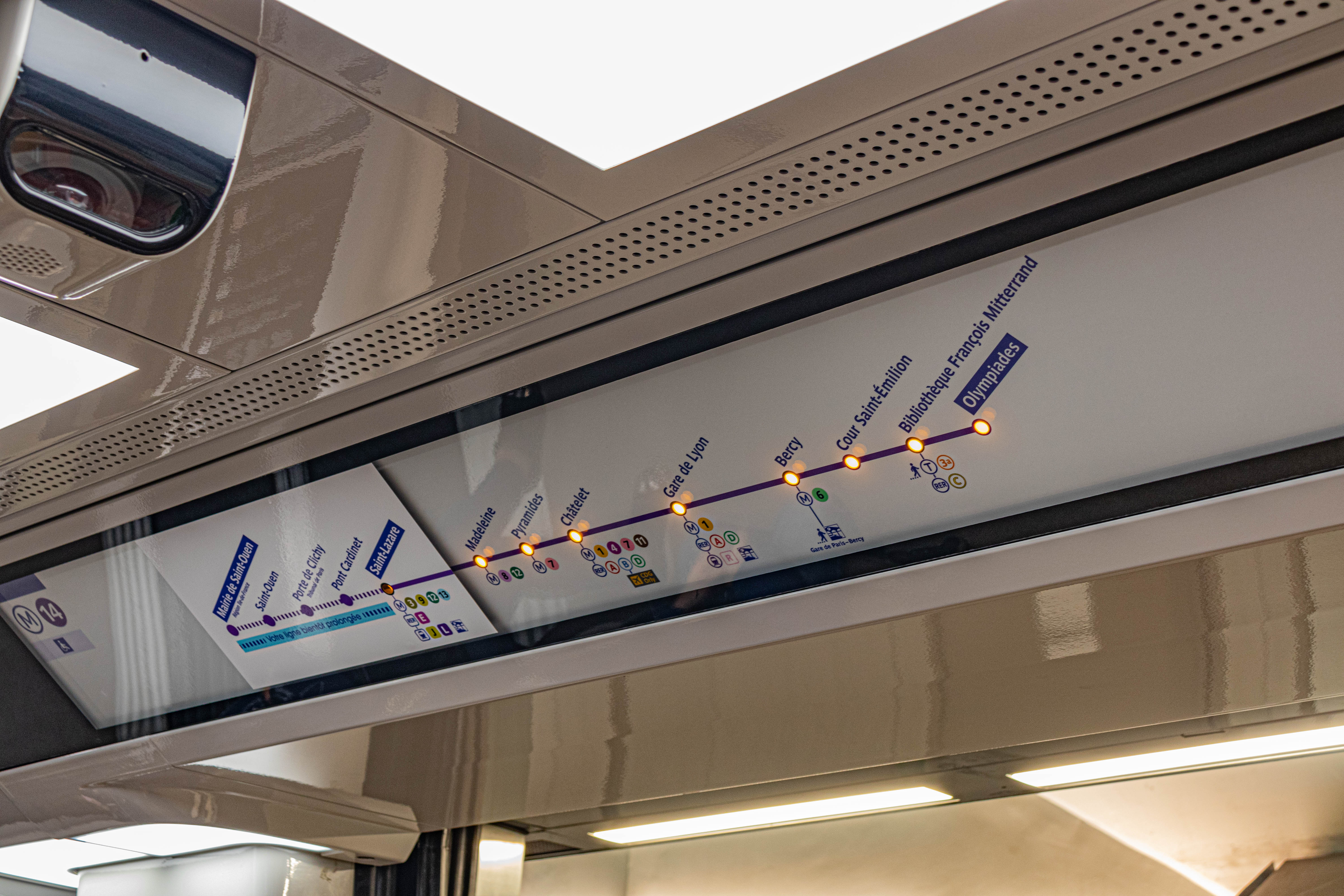
Plan de ligne dynamique avec LED sur les MP 14 de la ligne 14.

Le dispositif ASVA est constitué de plans de ligne dynamique où chaque station est matérialisée par une diode électroluminescente (LED). Les LED des stations restant à desservir sont allumées tandis que celles des stations déjà desservies sont éteintes comme celles des stations non desservies. La diode s'éteint définitivement lorsque les portes sont fermées. La LED de la prochaine station à desservir se met à clignoter dès que la rame a dégagé le quai de la station qu'il vient de desservir, pendant son parcours jusqu'à la prochaine station desservie, durant son arrêt à quai dans celle-ci et jusqu'à la fermeture des portes avant son départ.

### Dispositif de sonorisation
Des annonces sonores énoncent le nom des stations à deux reprises lors de l'arrivée de la rame en station. La première occurrence est diffusée sur une intonation montante. Ce ton vise à attirer l'attention du voyageur sur des noms parfois courts dans un environnement sonore souvent bruité. La seconde occurrence est prononcée quelques secondes plus tard sur une intonation descendante, indiquant alors l'arrivée dans la station.
Il en est de même dans les tramways et RER.
De plus, pour les métros comme pour le RER, le dispositif possède une série de messages sonores pré-enregistrés diffusés soit automatiquement (espace important entre la rame et le quai dans certaines stations, etc.), soit semi-automatiquement (prochaine station fermée, etc.), soit manuellement.

### Identité sonore des lignes
Le système sonore se veut relativement sobre. Contrairement aux solutions déjà existantes, le système ASVA ne prévoit pas d'introduction musicale ou parlée pour les messages répétitifs des noms de stations, sauf sur les lignes de tramway T3a et T3b circulant sur les boulevards des Maréchaux ceinturant Paris. Les noms sont énoncés à deux reprises.
Dès l'origine, la RATP a souhaité utiliser des voix très articulées, féminines car l'aigu possède un meilleur rendu dans les environnements bruités. Les voix masculines, considérées comme plus autoritaires, étaient destinées aux messages d'avertissement.
Mal perçues, les voix ont été changées[réf. souhaitée]. La prononciation est désormais naturelle et la RATP souhaite attribuer à terme une voix à chaque ligne[réf. souhaitée]. Cette différenciation serait un moyen supplémentaire de rappeler aux usagers réguliers la ligne qu'ils empruntent[réf. souhaitée]. La RATP a décidé en 2005 d'ouvrir l'enregistrement des annonces à ses employés ; ainsi, la ligne 1 fut sonorisée par la voix d'une ancienne conductrice de la ligne[réf. souhaitée].
Les contenus musicaux qui introduisent certains messages informatifs ou commerciaux ont été définis également en 2005. Composée par Michaël Boumendil, cette identité sonore de la RATP tranche avec les sonorités très froides et techniques utilisés précédemment. De cette musique, intitulée « RATP Motion », sont nées les diverses adaptations destinées à habiller la communication de l'entreprise[réf. nécessaire].

### En station
En 2005, un sonal unique est généralisé dans les couloirs et stations ; ce sonal est souvent précédé d'un message informatif ou préventif. Depuis 2014, un nouveau jingle, qui n’est qu’une déclinaison de l'identité sonore des messages commerciaux télévisuels, a été mis en place avec de nouvelles voix.

## Commande du dispositif
Le système s'appuie essentiellement sur des bornes positionnées sur la voie pour se localiser.
Le conducteur possède de son côté une interface de contrôle du dispositif sur écran tactile.

## Déploiement
| Désignation  | Lignes     | Déploiement | Annonces sonores    | Diodes électroluminescentes sur les plans de ligne | Annonces sonores sur application mobile |
| ------------ | ---------- | ----------- | ------------------- | -------------------------------------------------- | --------------------------------------- |
| MP 89 CA     | (4)        | 1997        | oui                 | non                                                | non                                     |
| MF 67 rénové | (3)        | 2004        | oui                 | oui                                                | non                                     |
| MF 77 rénové | (13)       | 2007        | oui                 | oui                                                | non                                     |
| MF 01        | (2)        | 2008        | oui                 | oui                                                | non                                     |
| MF 01        | (5)        | 2011        | oui                 | oui                                                | non                                     |
| MP 05        | (1)        | 2011        | oui                 | non                                                | non                                     |
| MP 89 CC     | (6)        | 2023        | oui                 | non                                                | non                                     |
| MF 01        | (9)        | 2013        | oui                 | oui                                                | non                                     |
| MP 05        | (4)        | 2014        | oui                 | non                                                | non                                     |
| MP 14 CA     | (4) · (14) | 2020        | oui                 | oui                                                | non                                     |
| MP 14 CC     | (11)       | 2023        | oui                 | oui                                                | non                                     |
| MF 67        | (10)       | 2024        | oui (partiellement) | non                                                | oui                                     |
| MF 67        | (3bis)     | 2024        | oui (partiellement) | non                                                | oui                                     |
| MF 88        | (7bis)     | 2025        | oui (partiellement) | non                                                | oui                                     |
| MF 77        | (7)        | 2025        | prévu               | non                                                | oui                                     |
| MF 77        | (8)        | 2025        | prévu               | non                                                | oui                                     |
| MF 67        | (12)       | 2025        | prévu               | non                                                | oui                                     |

ASVA est présent dans les MF 67 rénovés de la ligne 3, les MF 77 rénovés de la ligne 13, les MF 01 circulant sur les lignes 2, 5 et 9 et les MP 14 des lignes 4, 11 et 14.
Sur les rames les plus récentes, il peut être complété par le système d'information par écrans LCD Dilidam.
Les rames MP 89 qui équipent les lignes 4 et 6  possèdent un système d'annonces sonores. En revanche, elle ne possèdent pas de plan lumineux ; il est impossible à installer dans ces rames de par l'emplacement de leur éclairage intérieur.
Sur les rames MP 05 de la ligne 1, le système d'annonces sonores ne possède toujours pas de plan lumineux, mais le système Dilidam offre une alternative visuelle plus riche par son affichage sur écran LCD qui complète les annonces sonores.
L'ASVA est en cours de déploiement dans la voiture centrale des MF 67 de la ligne 10, et est déjà présent dans au moins deux tiers du parc. Les rames des lignes 3bis, 7, 7bis, 8 et 12 devraient également être équipées. Contrairement aux autres lignes, ce système repose sur des balises Bluetooth positionnées en milieu de quai, permettant de déclencher les haut-parleurs à l'intérieur de la rame. Cette solution fonctionne également avec une application ("Compagnon Train") d'ores et déjà disponible sur les lignes mentionnées précédemment, permettant de transformer son téléphone en balise sonore,.